# John C. Edmunds
John C. Edmunds tiene un doctorado en Administración de Empresas y una licenciatura en Economía por la Universidad de Harvard, un MBA en Finanzas y Métodos Cuantitativos de la Universidad de Boston y una Maestría en Economía de la Universidad de Northeastern. Ha sido consultor para el Instituto de Desarrollo Internacional de la Universidad de Harvard, la Fundación Rockefeller, el Instituto de Investigación de Stanford y una gran cantidad de compañías privadas.

## Experiencia
El Dr. Edmunds es profesor de Finanzas y Director de Investigación del Instituto para el Estudios de Negocios Latinoamericanos en Babson College. Es columnista de la Revista América Economía. Tiene amplia experiencia como profesor en Programas de Maestría en Administración de Empresas en diferentes países incluyendo el Instituto de Empresa en Madrid, España, INCAE en América Central, la Universidad del Desarrollo y la Universidad Adolfo Ibáñez en Chile y la Universidad Católica Madre y Maestra en la República Dominicana. Adicionalmente, ha dado clases en diferentes escuelas en el área de Boston incluyendo la Escuela de Negocios Arthur D. Little, la Universidad de Boston, la Escuela Fletcher de Leyes y Diplomacia, la Universidad de Harvard, la Escuela Internacional de Negocios Hult y la Universidad de Northeastern. Es miembro de la Golden Key Society y fue elegido Profesor del Año en la Escuela de Negocios Arthur D. Little. El Dr. Edmunds vivió dieciocho años en seis diferentes países y habla tres idiomas: inglés, español y francés.

## Áreas de Interés y Publicaciones
Las áreas de mayor interés del Dr. Edmunds son los mercados de capitales de Latinoamérica, finanzas internacionales y derivados. Es autor de cinco libros entre ellos Desafiando la Pendiente Brave New Wealthy World, The Wealthy World, y Wealth by Association. Dr. Edmunds ha escrito más de 200 artículos, de los cuales arriba de 100 fueron publicados en español. Los artículos favoritos del Dr. Edmunds, y entrevistas en español sobre temas financieros aparecen en su sitio Faculty.Babson.edu/Edmunds. Los artículos incluyen Securities: The New World Wealth Machine en Foreign Policy, "Tell me cuándo" (enlace roto disponible en Internet Archive; véase el historial, la primera versión y la última). en América Economía mayo de 2009; “Financiar a Emprendedores,” en Estrategia, 20 de enero de 2006; “¿Cayendo al Segundo Lugar?,” en El Diario Financiero, 7 de julio de 2005; “Iberoamérica Necesita un Davos Propio,” en Expansión, Madrid, 20 de junio de 2005; “¿Cuándo Emergerá la Bolsa Emergente?,” en El Diario Financiero, octubre de 2004; “El Auge de la Bolsa Como Impulsor del Crecimiento” (Parte I y II) en El Diario Financiero, septiembre de 2004; “Sosteniendo el Auge Incipiente,” en América Economía, julio de 2004; y “El Valor Escondido de América Latina,” en América Economía, julio de 2001.